# SIGHUP
SIGHUP — сигнал на POSIX-сумісних платформах, який посилається процесу при втраті з'єднання з фізичним або логічним терміналом. Символьна змінна SIGHUP оголошена у заголовному файлі signal.h. Символьні імена для сигналів використовуються через те, що їхні номери залежать від конкретної платформи.

## Етимологія
SIG є загальноприйнятий префіксом для назв сигналів. HUP (англ. hang up) — означає відбій, переривання лінії.

## Історія
Довгий час доступ до комп'ютерів (мейнфреймів) здійснювався приєднанням до них комп'ютерних терміналів через послідовні лінії (наприклад, лінії стандарту RS-232). Тому при розробці системи сигналів був визначений сигнал розриву з'єднання, для завершення всіх програм, запущених з втраченого терміналу.

## Використання
Для запобігання завершення SIGHUP стандартних програм і утиліт, існує утиліта nohup («префікс» для програми в командному рядку). nohup налаштовує ігнорування SIGHUP, після чого запускає програму з аргументами у фоновому режимі з перенаправленням виводу у файл nohup.out в поточному або домашньому каталозі користувача.